# Pericoptus punctatus
Pericoptus punctatus es un escarabajo de la arena de la familia Scarabaeidae, endémico de Nueva Zelanda. Es similar pero más pequeño que Pericoptus truncatus, otra especie de la misma zona.
Este escarabajo puede ser encontrado en áreas costeras arenosas por toda Nueva Zelanda. El escarabajo adulto es nocturno y mide aproximadamente de 16 a 22 mm de longitud. Normalmente pasa las horas de luz enterrado en la arena o vegetación como la hierba "marram" o en madera en descomposición. Puede volar y probablemente es atraído por luces artificiales en las horas nocturnas.

## Taxonomía
Esta especie fue originalmente descrita por Adam White y nombrado Cheiroplatys punctatus en The Zoology of the Voyage of HMS Erebus & HMS Terror en 1846 de un espécimen recogido por Percy William Earl y obtenido de él durante la expedición Ross. El espécimen tipo para esta especie fue recogido en Waikouaiti y está guardado en el Museo de Historia Natural, Londres.